# Seubersdorf in der Oberpfalz
Seubersdorf in der Oberpfalz est une commune de Bavière (Allemagne), située dans l'arrondissement de Neumarkt in der Oberpfalz, dans le district du Haut-Palatinat.

## Quartiers et villages
- Freihausen.